# Lopburi (stad)
Lopburi (Thais: ลพบุรี , vroeger: Lavo) is een stad in Centraal-Thailand. Lopburi is hoofdstad van de provincie Lopburi en het district Lopburi. De stad heeft ongeveer 55.000 inwoners en ligt aan de Lopburi rivier. De stad heeft een oppervlakte van 6200 km².

## Geschiedenis

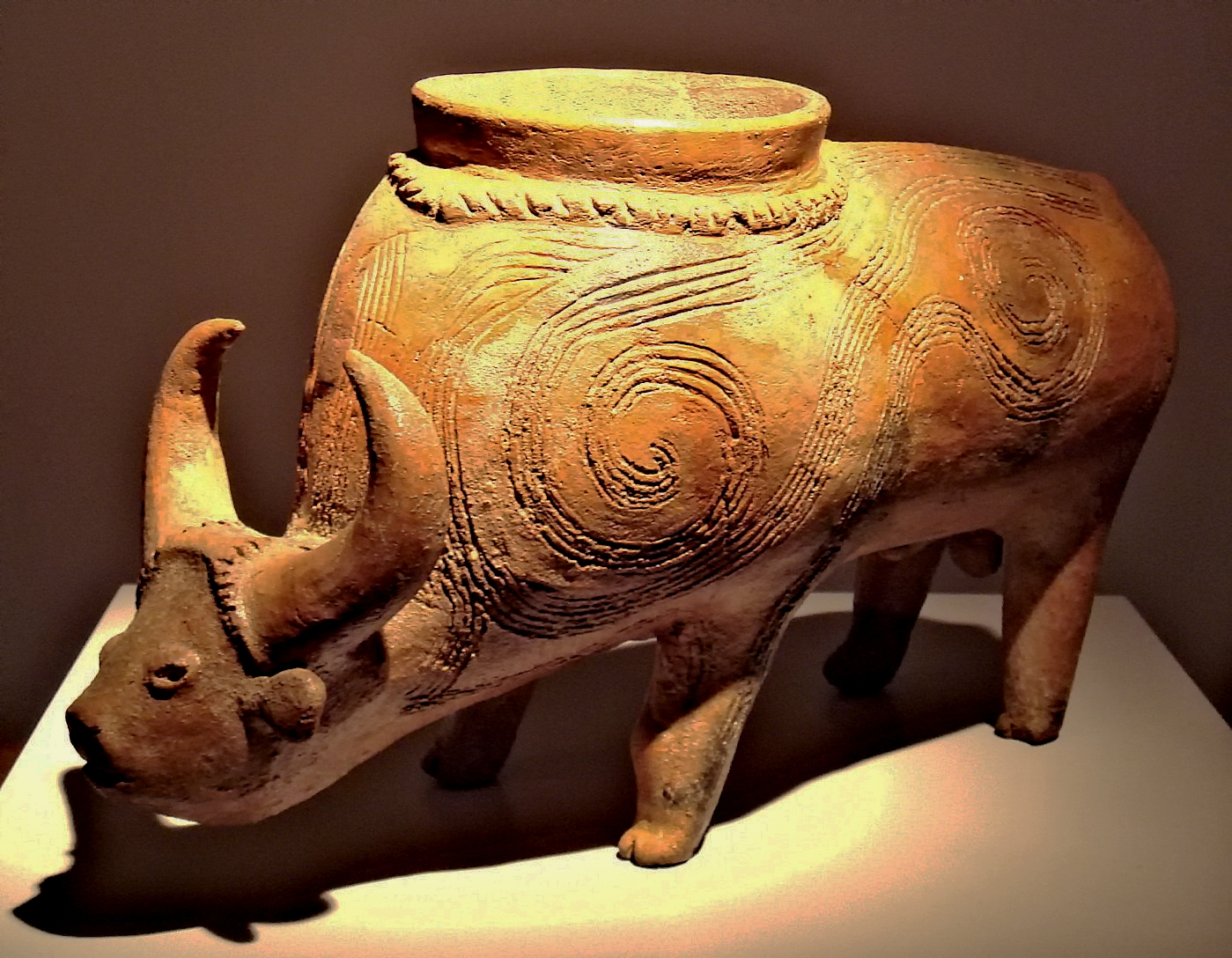
Een waterbuffel uit Lopburi, uit het jaar 2300 BCE

De stad heeft een lange geschiedenis, die teruggaat tot de Dvaravati periode meer dan 1000 jaar geleden. Volgens de noord-kronieken, werd het opgericht door Koning Kalavarnadish, die uit Taxila (Takkasilā) het noordwesten van India (nu Pakistan) kwam in 648 na Chr. Het was oorspronkelijk bekend als Lavo of Lavapura, wat betekent "stad van Lava" in verwijzing naar de oude Zuid-Aziatische stad Lavapuri (het huidige Lahore). Lopburi was onder het stijgende Angkor regime en werd een van de belangrijkste centra in het Chao Phraya Basin vanaf dat moment. Het vroegste bevestigde optreden van de naam Lavapura is op zilveren munten ingeschreven. Lava op de voorzijde en Pura op de achterzijde in een Pallava afgeleid script van de zevende of achtste eeuw. Verschillende van dergelijke munten werden gerenoveerd in 1966 uit een schat gevonden in een oude pot in U Thong. Lopburi (Lavo) wordt beschreven in Boek III van Marco Polo's reizen, waar het Locach heet. Dit kwam uit de Chinees (Kantonees) uitspraak van Lavo, "Lo-huk" (罗 斛). De stad wordt aangeduid als "Lo-ho" (罗 斛) in hoofdstuk 20 van de Geschiedenis van de Yuan (元史: Yuán Shǐ), de officiële geschiedenis van de Mongoolse, of Yuan-dynastie van China. Al voor de 10de eeuw werd de stad door de Khmer ingenomen. In het moderne Lopburi liggen op sommige plekken nog Khmer-ruïnes. Van de oude stad is niet veel meer over die grote ontwikkelingen doormaakte tijdens het bewind van koning Narai. Narai was een van de meest verlichte despoten in de geschiedenis van de Siam. Tijdens zijn regeringsperiode van 1656 tot 1688, was Ayutthaya in naam de eerste stad van het koninkrijk, maar Lopburi was de werkelijke hoofdstad. Negen maanden per jaar verbleef Narai in Lopburi, ver van het rumoer van Ayutthaya. Hij hield zich vooral bezig met de jacht op olifanten en tijgers. Desondanks dat deze monarch begreep hoe belangrijk westerse technieken voor zijn koninkrijk waren, werden de missionarissen en avonturiers die zich ver in het oosten waagden, onthaald als ze op staatsbezoek kwamen. Dat kostte hem de troon. Gehoor gevend aan de raadgevingen van de Griekse avonturier Constantijn Phaulkon tekende hij een verdrag met de speciale gezant van Lodewijk XIV. Het verdrag zette de poorten van Siam wijd open voor de Fransen. De Thaise edelen vonden echter dat de westerlingen te veel zeggen kregen en besloten de koning af te zetten. Op deze manier werden Lopburi en Siam voor kolonisatie door de Fransen behoed. De Portugese zeevaarders, Franse jezuïeten en Nederlandse sjacheraars hebben plaats gemaakt voor de Chinese handelaars van tegenwoordig. De moderne stad kwam tot ontwikkeling op de ruïnes van de oude die zowel goed als kwaad als het gaat de aanvallen van de vervuiling weerstaan. Lopburi gaf zijn naam aan een stijl in de kunst die, gezien de tijd, samenviel met het hoogtepunt van de Khmer-beschaving, zo tussen de 7de en de 14de eeuw. De Khmer in Lopburi, overwegend rijke handelaars, lieten indertijd hun tempels door plaatselijke kunstenaars decoreren. In deze periode ontstonden adembenemend fraaie schilderijen en beelden. De werken die tot ons kwamen, bronzen boeddha’s en de bas-reliëfs in de tempels, tonen een kunstvorm die zowel vol uitdrukkingskracht als ingetogen is. School voorbeelden van de Lopburi-stijl zijn de Wat Prha Prang Sam Yot, een briljante combinatie van Hindoe- en Khmer-invloeden , de Wat Phra Si Ratana Mahathat met resten van gipsen ornamenten en het Prang Khaek, allemaal in Lopburi zelf. Het paleis van koning Narai boven op de wallen kijkt over de stad uit. Twee paviljoens ervan zijn omgebouwd tot museum, waarin een collectie sculpturen in de stijlen van Dvaravati, Lopburi en Ayutthaya is huisgevest.

## Geografie
Lopburi ligt aan de lopburi rivier op een elevatie van zo'n 20 meter meestal omringd door alluviale vlaktes, hoewel sommige heuvels een hoogte van tussen de 300 en 600 meter behalen richting het noordoosten.

## Transport
De hoofdweg die door Lopburi loopt is route 1 (Phahonyothin), die begint in Bangkok, en doorloopt door Lopburi, Chainat, Nakhon Sawan, Kamphaeng Phet, Tak, Lampang, Chiang Rai en de grens met myanmar bij Amphoe Mae Sai. Route 311 leidt westelijk naar singburi, en route 3196 leidt zuidwestelijk naar Ang Thong.

## Klimaat
Lopburi heeft een tropisch savanneklimaat. De winters zijn droog en erg warm. Temperaturen stijgen tot april, die erg hoog oplopen met een gemiddeld dagelijks maximum van 36.9 °C. Het moesson seizoen duurt van laat april tot oktober, met hevige regenbuien en een iets wat koelere temperaturen tijdens de dag, terwijl de nachten warm blijven.
| Maand                  | jan  | feb  | mrt  | apr  | mei  | jun  | jul  | aug  | sep  | okt  | nov  | dec  | Jaar  |
| ---------------------- | ---- | ---- | ---- | ---- | ---- | ---- | ---- | ---- | ---- | ---- | ---- | ---- | ----- |
| Hoogste maximum (°C)   | 36,6 | 38,5 | 39,8 | 40,6 | 41,5 | 37,8 | 38,3 | 37,5 | 35,8 | 35,2 | 35,2 | 38,0 | 41,5  |
| Gemiddeld maximum (°C) | 32,4 | 34,3 | 36,1 | 36,9 | 35,1 | 33,6 | 33,0 | 32,6 | 31,9 | 31,9 | 31,5 | 31,2 | 33,4  |
| Gemiddeld minimum (°C) | 19,6 | 22,3 | 24,1 | 25,1 | 25,0 | 24,6 | 24,3 | 24,3 | 24,2 | 23,8 | 22,0 | 19,7 | 23,2  |
| Laagste minimum (°C)   | 9,8  | 13,5 | 16,1 | 17,5 | 20,0 | 20,5 | 21,0 | 21,4 | 20,5 | 18,6 | 13,0 | 10,9 | 9,8   |
|                        |      |      |      |      |      |      |      |      |      |      |      |      |       |
| Neerslag (mm)          | 9    | 16   | 26   | 72   | 163  | 136  | 148  | 172  | 267  | 157  | 37   | 8    | 1.211 |

## Feesten en cultuur

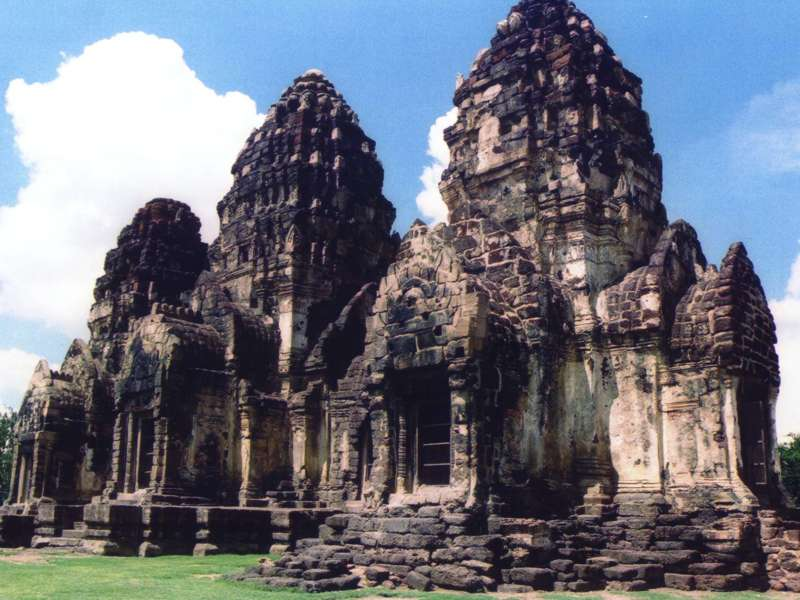
Prang Sam Yot, the Khmer temple in Lopburi

Ieder jaar wordt er in februari een feest gevierd ter ere van Narai de Grote. Duizenden olielampjes verlichten het paleis en de mensen trekken gekleed naar de wijze van de tijd tussen de 7de en 14de eeuw in optocht door de straten, Ook de residentie van Constantijn Phaulkon, raadsheer en minister van de koning kan bezichtigd worden. Lopburi is in de Ramayana de hoofdstad van het koninkrijk van de apen. Vandaag de dag is de stad het meest bekend om de honderden krab-etende Makaken (Macaca fascicularis) die leven in het midden van de stad, vooral rond de Khmer tempel, Prang Sam Yot, en een Khmer heiligdom, Sarn Phra Karn. Ze worden gevoed door de lokale bevolking, met name tijdens het Apen Festival in november. Omdat ze niet bang zijn voor mensen, stelen ze onwillekeurige spullen en voedsel, wat ze ook maar kunnen vinden, van onoplettende toeristen. In de stad is het mogelijk borden te lezen die het volgende uitleggen (vertaald): "Om te voorkomen dat apen mensen aanvallen, zal de officier de apen tweemaal per dag te eten geven in 3 aangewezen gebieden buiten San Phrakan, om 10.00 en 16.00. Degenen die de apen op andere tijden dan deze te eten willen geven, verzoeken wij contact op te nemen met de officier of dierverzorger."